# Claude André Vuillaume
Pour les articles homonymes, voir Vuillaume.
Claude André Vuillaume, né le 30 novembre 1766 à Messein et mort le 4 avril 1833 à Clermont-Ferrand, est un écrivain et franc-maçon français. Il est l'auteur du Manuel maçonnique dit Tuileur de Vuillaume, publié anonymement en 1820 et en 1830. Il est également l’auteur de L'Orateur franc-maçon, publié en 1823. Claude André Vuillaume fut payeur des armées (1792-1800) puis de la treizième division militaire (1800-1816), et à la fin de sa vie payeur du Trésor public du Puy-de-Dôme (1831). Il fut membre du conseil municipal de la ville de Rennes (1805-1816). Il a été fait chevalier de la Légion d'honneur en 1831.

## Biographie
Claude André Vuillaume, fils de Pierre Vuillaume, vigneron, et d’Élisabeth Morlon, naquit le 30 novembre 1766 à Messein, en Meurthe-et-Moselle. Il se maria le 18 août 1795 avec Marie-Thérèse Canel (10 octobre 1770-3 août 1824), et ils eurent trois enfants : Alphonse Louis, né le 28 novembre 1797 à Sedan, Armandine Louise, née le 31 mai 1798 à Sedan et Charles Edmond, né le 21 août 1800 à Rennes.
Il commença une carrière de payeur en 1792. Il fut chargé de service de payeur de l’armée de la Belgique. Puis de l’armée dite de Miranda en 1793, et comme payeur général de l’armée des Ardennes la même année, puis, payeur général de l’armée de Sambre-et-Meuse (1794). À partir de 1798, il changea de région pour l’ouest de la France où il avait été nommé payeur du département de Loire-Inférieure (1798) et finalement payeur de la 13e division militaire, à Rennes (1800).
Vuillaume fut conseiller municipal de la ville de Rennes (1805-1816) et participa à la préparation des budgets de la ville pendant onze ans, comme membre puis rapporteur de la commission de finances. Au titre de Payeur, en 1811, il devint administrateur des hospices jusqu'en 1816. Il permit la création d’une école gratuite de dessin en 1809, sans doute par évolution de l’académie de dessin de la ville de Rennes dont il fut le directeur.
En 1816, à la chute de l'Empire il se retrouva sans fonction. Les raisons de cette période sans fonction demeurent imprécises. Il resta sans activité pendant 14 ans, jusqu'en 1830, date à laquelle il fut de nouveau installé payeur, du Trésor public, dans le département du Puy-de-Dôme ; il était alors âgé de 63 ans. Il obtint le titre de Chevalier de la Légion d'Honneur en 1831. Il meurt à Clermont-Ferrand, à son domicile, le 4 avril 1833, à l’âge de 66 ans.

## Parcours maçonniques
Claude André Vuillaume a pratiqué plusieurs rites maçonniques ou para-maçonniques, qu'il a exploré jusqu'aux plus hauts-grades, dont le Rite écossais ancien et accepté, le Rite français, Rite des Sublimes élus de la Vérité, l'ordre du Christ et l'ordre des Priseurs. Il fut membre de diverses loges, conseils, aréopages et instances maçonniques dont les loges suivantes du Grand Orient de France : La Parfaite Union (Rennes, 1804-1822) ; Émeth no 12 ; La Clémente Amitié no 24 ; L’Olivier Écossais (1828) ; Les Trinitaires ; Les Propagateurs de la Tolérance no 2 à Paris ; ainsi que membre du Suprême Conseil de France du REAA (1821-1833).
Claude André Vuillaume occupa plusieurs postes d'officiers dans les loges maçonniques ou structures qu'il fréquenta : vénérable maître de La Parfaite Union, Rennes (1805) ; L’Olivier écossais, Paris (1828); Les Trinitaires, Paris (1829) dont il était fondateur, comme il fut fondateur du chapitre du même nom. Orateur, notamment à La Parfaite Union, Rennes, en 1804, 1807, 1809, 1815, et orateur adjoint en 1811. Il tira d'ailleurs de sa pratique un livre : L'orateur franc-maçon, publié en 1823. Trésorier, du Suprême Conseil de France du REAA.

## Publications
Il est l'auteur des ouvrages suivants :
- Manuel maçonnique ou Tuileur de tous les rites de maçonnerie pratiqués en France (1820)[7].
- Manuel maçonnique ou Tuileur des divers rites de maçonnerie pratiqués en France (1830)[8].
- L'Orateur franc-maçon, ou Choix de discours prononcés à l’occasion des solennités de la maçonnerie (1823).

## LeTuileur de Vuillaume

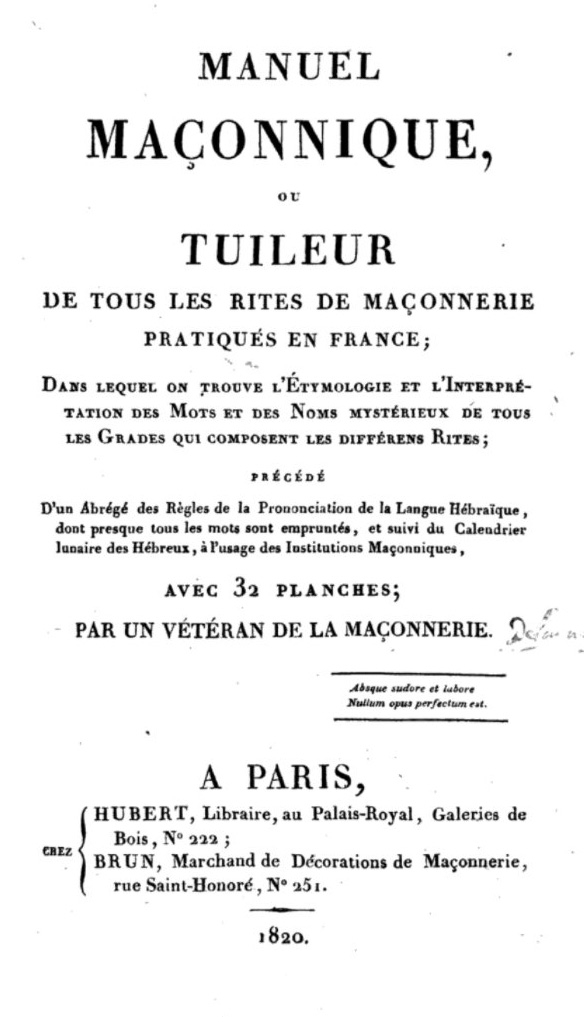
Frontispice de l'édition originale du Manuel maçonnique ou Tuileur, publiée anonymement en 1820.

Le Tuileur de Vuillaume est un ouvrage maçonnique publié en 1820 et dans une seconde édition remaniée en 1830 qui décrit plusieurs rites de franc-maçonnerie pratiqués en France : le Rite écossais ancien et accepté (REAA), le Rite français ou moderne, le Rite de Misraïm et le Rite d'adoption. Vuillaume y dresse un tableau complet des connaissances associées à chacun des degrés et grades de ces rites, de la maçonnerie bleue (apprenti, compagnon, maître) jusqu'aux hauts-grades : décorations, habillements, décors, titres, batteries, marches, banquets, bijoux, signes, attouchements, mots de passe et sacrés, le tout illustré de planches, tracés et tableaux de loge. On y trouve les 33 degrés du REAA, les sept grades du Rite français, les 90 degrés du Rite de Misraïm (y compris les Arcana Arcanorum ou les quatre derniers degrés égyptiens d'inspiration philosophique), et sont également décrits les cinq degrés du Rite d'adoption pratiquée par les loges féminines au XVIIIe siècle en France.
Il est également l'auteur des 32 planches de son Manuel maçonnique « dessinées par lui d’après de nouveaux procédés lithographiques [qui] révèlent l’un de ses talents et prouvent que notre Frère sait aussi bien parler aux yeux qu’à l’esprit ».
Le Tuileur de Vuillaume est, avec le Tuileur Delaulnaye (1821), le seul Tuileur qui fournit les mots sacré et les mots de passe maçonniques en écriture hébraïque.
Plusieurs éditions du Tuileur ont été publiées :
- Le titre de la première édition de l'ouvrage en 1820 est : Manuel Maçonnique ou Tuileur de tous les rites de maçonnerie pratiqués en France ; dans lequel on trouve l’étymologie et l’interprétation des mots et des noms mystérieux de tous les grades qui composent les différents rites. Précédé d’un abrégé des règles de la prononciation de la langue hébraïque, dont presque tous les mots sont empruntés, et suivi du calendrier lunaire des Hébreux, à l’usage des institutions maçonniques. Avec 32 planches. Par un Vétéran de la Maçonnerie. Hubert & Brun (Paris), 1820[7].
- Le titre de la seconde édition, en 1830, diffère un peu : Manuel Maçonnique ou Tuileur des divers rites de maçonnerie pratiqués en France, dans lequel on trouve l’étymologie et l’interprétation des noms et des mots mystérieux donnés dans chacun des degrés des différents rites. Précédé d’un abrégé des règles de la prononciation de la langue hébraïque, pour aider à la lecture des paroles et des mots tirés de cette langue. Et suivi du calendrier lunaire, selon le style hébraïque, à l’usage des institutions maçonniques. Enrichi de 32 planches y compris le frontispice. Deuxième édition. Par un Vétéran de la Maçonnerie. Setier & Brun (Paris), 1830[8]. Cette seconde édition diffère de la première sous plusieurs aspects. Le Rite de Misraïm, auquel est retirée la section Arcana Arcanarum de 1820, est relégué en fin d'ouvrage, car considéré « tout à fait abandonné » par l'auteur (préface de la seconde édition)[8]. En effet le Rite de Misraïm avait été interdit par la préfecture de police de la Restauration en 1822. Deux planches de la première édition ont été supprimées (planches 20 et 24) et deux ont été ajoutées dans la seconde édition (planche 13 et 27). La seconde édition possède une table des mots de passe et sacrés, absente de la première[4].

Rééditions et traductions :
- 1821 : édition traduite en allemand[12].
- Facsimilé de l'édition de 1830, préface de Jean Tourniac : publiés en 1975[13], 1990 et 2000[14].
- 2015 : réécriture et fusion des éditions de 1820 & 1830 en un seul volume, traduction du latin et translittération de l’hébreu. Préface d'Irène Mainguy, édition critique par Stéphane Krief[4].

## Distinction
- Chevalier de la Légion d'honneur